# Бэринг, Александр, 6-й барон Ашбертон
Александр Фрэнсис Сент-Винсент Бэринг, 6-й барон Ашбертон KG KCVO KStJ (англ. Alexander Francis St Vincent Baring, 6th Baron Ashburton; 7 апреля 1898 — 12 июня 1991) — британский пэр, предприниматель и политик; груп-кэптен ВВС Великобритании.

## Биография
Обучался в Итонском колледже и Королевской военной академии в Сандхёрсте. Участвовал в Первой мировой войне как солдат кавалерийского полка «Скотс Грейс» (англ. Scots Greys), дослужился до звания лейтенанта. С 1932 по 1968 годы был директором страховой компании Alliance Assurance. В годы Второй мировой войны нёс службу во вспомогательных ВВС Великобритании, получил звание капитана группы. После войны стал директором семейного банка, с 1944 по 1966 годы также руководил предприятием Pressed Steel. С 1958 по 1962 годы — директор предприятия Baring Brothers.
Политическую карьеру Бэринг начал в 1945 году как член Хэмпширского окружного совета. В 1951 году стал заместителем депутата Парламента Великобритании от Хэмпшира и сотрудником министерства юстиции. С 1951 по 1960 годы — вице-лорд-лейтенант Хэмпшира, с 1955 года — снова член Хэмпширского окружного совета. С 1960 по 1973 годы — лорд-лейтенант Хэмпшира.
Награждён за свою политическую и военную деятельность орденом Иоанна Иерусалимского в 1960 году (рыцарь), Королевским Викторианским орденом в 1961 году (рыцарь-командор) и орденом Подвязки в 1969 году (рыцарь). Скончался в 1991 году; после его смерти знамя Бэринга как рыцаря Ордена подвязки было установлено в Винчестерском соборе.

### Семья
Александр Бэринг женился в 1924 году на Дорис Мэри Терезе Харкурт (1900—1981), дочери 1-го виконта Харкурта. Благодаря этому семья Бэрингов унаследовала «изумруды Харкуртов». Родились двое детей: Джон и Робин, старший унаследовал титул барона.